# Vohodul Mare
Vohodul Mare sau Ieșirea Mare este una din cele două procesiuni din viața liturgică a Bisericii. Ca și Ieșirea Mică, Ieșirea Mare își are originea în vremurile în care momente ale slujbei acum concentrate în altar, cum ar fi proscomidia și depozitarea vaselor sfinte, erau împărțite în clădiri diferite și procesiunea era necesară pentru a le aduce împreună în biserică.

## Desfășurare
Ieșirea Mare are loc în timpul Sfintei Liturghii, mai târziu, când pâinea și vinul aduse ca darururi sunt luate de pe Masa proscomidiarului, situată în partea nordică a altarului (uneori ocupând propria absidă), se trec prin Ușa de Nord și înapoi prin Ușile Împărătești și sunt așezate pe altar. Această Ieșire întrerupe Heruvicul și este însoțită de o serie de rugăciuni de mijlocire în funcție de obiceiurile fiecărei jurisdicții.
Liturghia Darurilor Înainte Sfințite, care se face Miercurea și Vinerea în timpul Postului Mare este o Vecernie combinată cu Sfânta Împărtășanie care a fost sfințită în duminica de dinainte. Ieșirea Mare se face nu cu pâine pregătită pentru ofrandă ci cu pâine care a fost deja sfințită și se face în liniște desăvârșită și cu o atitudine calmă și liniștită.
Se pomenesc toți;
Exemple:
Pe înaltpreasfintitul Părintele Nostru ..., (Arhi)episcopul ..., sa îl pomeneasca Domnul Dumnezeu întru împărăția Sa
Pe conducătorii Țării, pe mai marii oraselor si ai satelor si pe Iubitoare de Hristos Armata sa ii pomenească Domnul Dumnezeul întru împărăția Sa!
Insa la liturghia darurilor, nu se spune nimic in timpul vohodului.

## Imagine

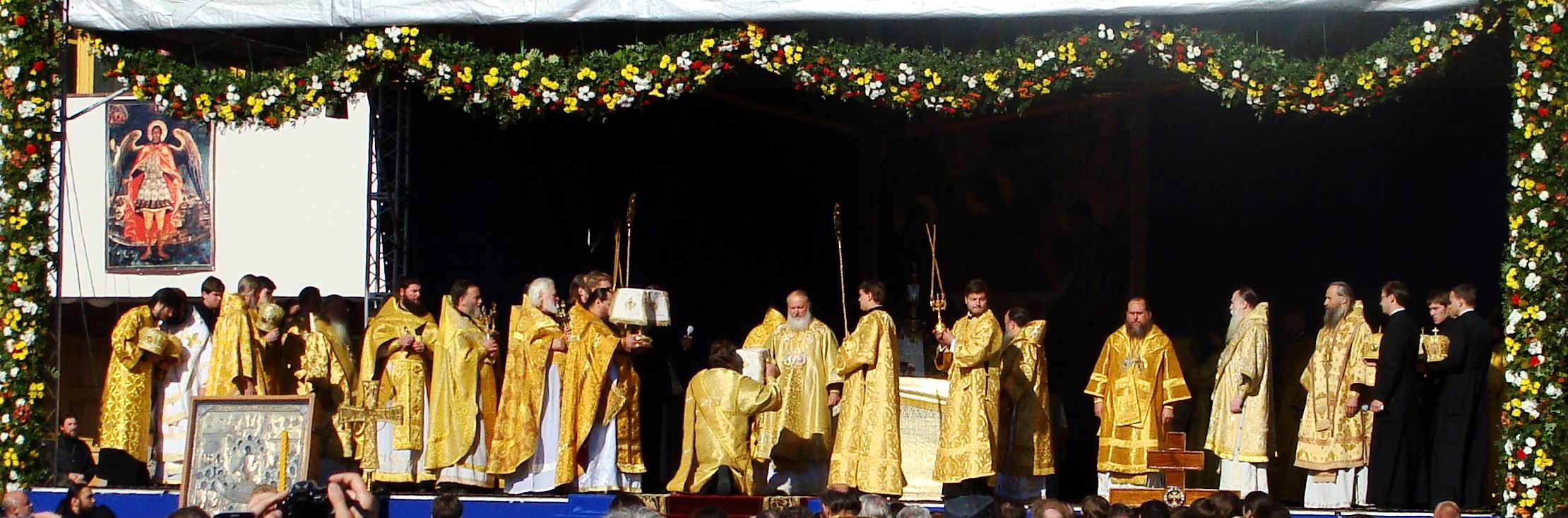
Vohodul Mare

## Articole înrudite
- Sfânta Liturghie
- Vohodul Mic

## Sursa
- OrthodoxWiki: Great Entrance